# Ngãi Hùng
Ngãi Hùng là một xã cũ thuộc huyện Tiểu Cần, tỉnh Trà Vinh, Việt Nam.

## Địa lý
Xã Ngãi Hùng có vị trí địa lý:
- Phía đông giáp huyện Châu Thành
- Phía tây giáp xã Tân Hùng
- Phía nam giáp huyện Trà Cú
- Phía bắc giáp xã Tập Ngãi.

Xã Ngãi Hùng có diện tích 19,03 km², dân số năm 2022 là 6.753 người, mật độ dân số đạt 354 người/km².

## Hành chính
Xã Ngãi Hùng được chia thành 7 ấp: Chánh Hội A, Chánh Hội B, Ngã Tư, Ngãi Chánh, Ngãi Hưng, Ngãi Phú, Ngãi Thuận.

## Lịch sử
Ngày 15 tháng 9 năm 1981, Hội đồng Bộ trưởng Quyết định số 69-HĐBT về việc thành lập xã Ngãi Hùng trên cơ sở một phần của xã Tập Ngãi thuộc huyện Trà Cú.
Ngày 29 tháng 9 năm 1981, Hội đồng Bộ trưởng ban hành Quyết định số 98-HĐBT về việc sáp xã Ngãi Hùng thuộc huyện Trà Cú vào huyện Tiểu Cần mới thành lập quản lý.
Ngày 15 tháng 10 năm 2019, HĐND tỉnh Trà Vinh ban hành Nghị quyết số 157/NQ-HĐND về việc:
- Thành lập ấp Ngãi Phú trên cơ sở ấp Ngãi Phú 1 và ấp Ngãi Phú 2.
- Thành ấp Ngã Tư trên cơ sở ấp Ngã Tư 1 và ấp Ngã Tư 2.